# Moranopteris simplex
Moranopteris simplex là một loài dương xỉ trong họ Polypodiaceae. Loài này được R.Y. Hirai & J. Prado mô tả khoa học đầu tiên năm 2011.
Danh pháp khoa học của loài này chưa được làm sáng tỏ. 